# Jób
Jób (hebrejsky אִיּוֹב‎ Ijov, arabsky أَيُّوبٌ‎ Ajjúb, ) je biblická postava, vzor a prototyp trpícího spravedlivého. Jób je hlavní postavou stejnojmenné starozákonní knihy Jób, jež je v rámci Tanachu zařazena mezi Spisy. Jméno se vykládá jako „Pronásledovaný“ či „Vystavený nepřátelství“.
Kniha Jób začíná představením Jóbova charakteru – popisuje ho jako spravedlivého a bohabojného člověka, kterému Bůh žehná. Nicméně Satan pomluví jeho bezúhonnost a Bůh, aby vyzkoušel jeho věrnost, vydá Jóba do Satanových rukou. Výsledkem je osobní tragédie, která pro Jóba představuje ztrátu dětí, bohatství a zdraví. Hlavní část textu sestává z přímé řeči Jóba a jeho tří přátel, kteří místo slov útěchy začínají nahlas předkládat své domněnky ohledně toho, proč Bůh dopustil, aby Jóba postihlo takové neštěstí. Kniha končí Božím vstupem do nekončící debaty a změnou Jóbova údělu, neboť právě on, na rozdíl od svých rádoby přátel, v Božích očích obstál. Bůh Jóba za jeho věrnost a stálost odměnil nejen tím, že mu dal větší bohatství, než měl dříve, ale dopřál mu, aby se mu znovu narodilo sedm synů a tři dcery. Poté, co Bůh změnil Jóbovi úděl, žil Jób ještě 140 let.
Jób se v průběhu dějin stal synonymem pro každého spravedlivého, který nezaslouženě trpí, a jeho jméno začalo figurovat i ve známém úsloví „Jobova zpráva“ či „Jobova zvěst“, jež obecně označuje špatnou zprávu. Na druhé straně je však Jób i synonymem pro člověka, který v bolesti a utrpení zůstává stálý a dokáže své utrpení s pokorou přijmout. O velmi trpělivém člověku se proto říká, že je „trpělivý jak Job“.
Jób je v islámském náboženství vnímán jako prorok.

## Jóbův původ
O rodovém původu Jóba kniha Jób mlčí. Udává pouze, že žil „v zemi Úsu“. Nicméně Septuaginta ve svém apokryfním dodatku upřesňuje, že tato země se nacházela při hranicích Edómu a Arábie. Prorok Jeremjáš v knize Pláč pak rovnou uvádí, že v zemi Úsu bydlí dcera edómská neboli potomci Ezaua, kteří se rodově spříznili s potomky Chorejce Seíra, jehož vnuk se jmenoval Ús. Ať už tedy Jób byl potomkem těchto rodů nebo ne, žil na území těchto spřízněných rodů a ve své době byl považován za velmi vlivnou personu, neboť „předčil všechny syny dávnověku.“
Podle židovské tradice byl Jób jeden ze tří rádců faraóna, který v době narození Mojžíše vydal rozkaz, aby byli synové Izraele v jeho zemi zotročeni a posléze dokonce, aby byli všichni jejich novorození chlapci likvidování v Nilu. Dcera tohoto krutého krále si však osvojila Mojžíše, jednoho z chlapců určených k likvidaci, a Mojžíš byl vychováván na faraónově dvoře. Jeden midraš uvádí, že v době, kdy byl Mojžíš ještě malý, srazil při jakési hře z hlavy faraóna královskou korunu, což bylo považováno za zlé znamení. Faraón se proto optal svých hlavních rádců, jimiž byli Jób, Bileám a Jetro, co má udělat. Na rozdíl od Bileáma, který radil Mojžíše zabít, a Jetra, který navrhl zkoušku s miskou zlaťáků a miskou rozpálených uhlíků, se Jób „raději vytratil, za což byl později stižen utrpením.“